# Altruisme (biologie)
En biologie, l'altruisme fait référence au comportement d'un individu qui augmente la valeur sélective d'un autre individu tout en diminuant la sienne. L'altruisme en ce sens est différent du concept philosophique d'altruisme, dans lequel une action ne serait qualifiée "d'altruiste" que si elle était faite avec l'intention consciente d'aider autrui. Au sens comportemental, il n'y a pas de telle exigence. En tant que tel, ce n'est pas évalué en termes moraux — ce sont les conséquences d'une action sur la capacité de reproduction qui déterminent si l'action est considérée comme altruiste, et non les intentions, le cas échéant, avec lesquelles l'action est exécutée.
Le terme d'altruisme a été inventé par le philosophe français Auguste Comte en tant qu'antonyme d'égoïsme,. Il l'a dérivé de l'italien altrui, qui à son tour était dérivé du latin alteri, signifiant « d'autres personnes » ou « quelqu'un d'autre ».
Les comportements altruistes en biologie apparaissent le plus manifestement dans les relations de parenté, comme la sélection de parentèle, mais peuvent également être factuellement observés dans des groupes sociaux plus larges, comme chez les insectes sociaux. Ils permettent à un individu d'augmenter le succès de transmission de ses gènes en aidant les individus apparentés qui partagent ces mêmes gènes. L'altruisme obligatoire est la perte permanente de valeur sélective directe (avec un potentiel de gain indirect de valeur sélective). Par exemple, les abeilles ouvrières peuvent chercher de la nourriture pour la colonie (coût individuel mais gain collectif). L'altruisme facultatif est une perte temporaire de valeur sélective directe (avec un potentiel de gain indirect de valeur sélective suivi d'une reproduction personnelle). Par exemple, un Geai à gorge blanche peut aider au nid, puis gagner un territoire parental.

## Aperçu
En éthologie (l'étude du comportement), et plus généralement dans l'étude de l'évolution sociale, à l'occasion, certains animaux se comportent de manière à réduire leur valeur sélective individuelle mais à augmenter celle d'autres individus de la population ; c'est une définition fonctionnelle de l'altruisme. La recherche en théorie de l'évolution a été appliquée au comportement social, y compris l'altruisme. Les cas d'animaux aidant des individus avec lesquels ils sont étroitement liés peuvent s'expliquer par la sélection de parentèle et ne sont pas considérés comme du véritable altruisme. Au-delà des efforts physiques que les mères de certaines espèces et les pères de certaines espèces entreprennent pour protéger leurs petits, des exemples extrêmes de sacrifice peuvent se produire. Un exemple est la matriphagie (la consommation de la mère par sa progéniture) chez l'araignée Stegodyphus ; un autre exemple est une araignée mâle permettant à une femelle fécondée par lui de le manger. La règle de Hamilton décrit l'avantage d'un tel altruisme en termes de coefficient de parenté de Wright (permettant de mesurer le "degré de consanguinité") avec le bénéficiaire et le bénéfice accordé au bénéficiaire moins le coût pour le sacrificateur. Si cette somme est supérieure à zéro, un gain de valeur sélective résultera du sacrifice.
Lorsque l'altruisme apparent ne se produit pas entre individus apparentés, il peut être basé sur la réciprocité. Un singe présentera son dos à un autre singe, qui en dépouillera les parasites ; après un certain temps, les rôles seront inversés. Une telle réciprocité sera payante, en termes évolutifs, tant que les coûts de l'aide seront inférieurs aux bénéfices d'être aidés et tant que les animaux ne gagneront pas à long terme à "tricher" — c'est-à-dire à recevoir des faveurs sans les rendre. Ceci est développé dans la théorie évolutive des jeux et spécifiquement avec le dilemme du prisonnier en tant que théorie sociale.

## Implications dans la théorie de l'évolution
L'existence de l'altruisme dans la nature est à première vue déroutante, car le comportement altruiste réduit la probabilité qu'un individu se reproduise. L'idée que la sélection de groupe puisse expliquer l'évolution de l'altruisme a été abordée pour la première fois par Darwin lui-même dans La Filiation de l'homme et la sélection liée au sexe (1871). Le concept de sélection de groupe a eu une histoire mouvementée et controversée en biologie de l'évolution, mais la tradition non critique du "bien de l'espèce" s'est brusquement arrêtée dans les années 1960, en grande partie grâce aux travaux de George C. Williams et de John Maynard Smith, ainsi que de Richard Dawkins,,,. Ces théoriciens de l'évolution ont souligné que la sélection naturelle agit sur l'individu, et que c'est l'aptitude de l'individu (nombre de descendants et de petits-enfants produits par rapport au reste de la population) qui détermine l'évolution. Un avantage de groupe (par exemple, la chasse en meute) qui est défavorable à l'individu (qui pourrait être blessé pendant la chasse, alors qu'il pourrait éviter les blessures en restant en retrait de la meute mais en partageant quand même le butin) ne peut pas être sélectionné positivement, car l'individu égoïste laissera, en moyenne, plus de progéniture que ceux qui rejoignent la meute et qui se blessent en conséquence. Si l'égoïsme est héréditaire, il en résultera en fin de compte une population entièrement composée d'individus égoïstes. Cependant, dans les années 1960 et 1970, une alternative à la théorie de la "sélection de groupe" est apparue. Il s'agit de la théorie de la sélection de parentèle, due à l'origine à W. D. Hamilton. La sélection de parentèle est un exemple de fitness inclusif, qui repose sur l'idée qu'un individu ne partage que la moitié de ses gènes avec chaque progéniture, mais aussi avec chaque membre de la famille au complet. Du point de vue de l'évolution génétique, il est donc aussi avantageux d'aider à l'éducation de la fratrie complète que de produire et d'élever sa propre progéniture. Les deux activités sont, du point de vue de l'évolution, tout à fait équivalentes. L'élevage coopératif (c'est-à-dire aider les parents à élever leurs petits, à condition qu'ils soient des enfants à part entière) pourrait donc évoluer sans qu'il soit nécessaire de procéder à une sélection au niveau du groupe. Cette activité a rapidement gagné en importance parmi les biologistes qui s'intéressent à l'évolution du comportement social.

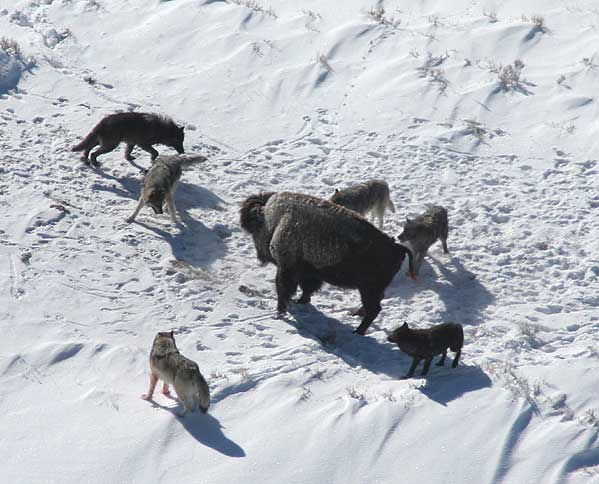
La chasse coopérative par les loups leur permet de s'attaquer à des proies beaucoup plus grosses et plus nutritives que n'importe quel loup individuel pourrait gérer. Cependant, une telle coopération pourrait, potentiellement, être exploitée par des individus égoïstes qui ne s'exposent pas aux dangers de la chasse, mais partagent néanmoins le butin.

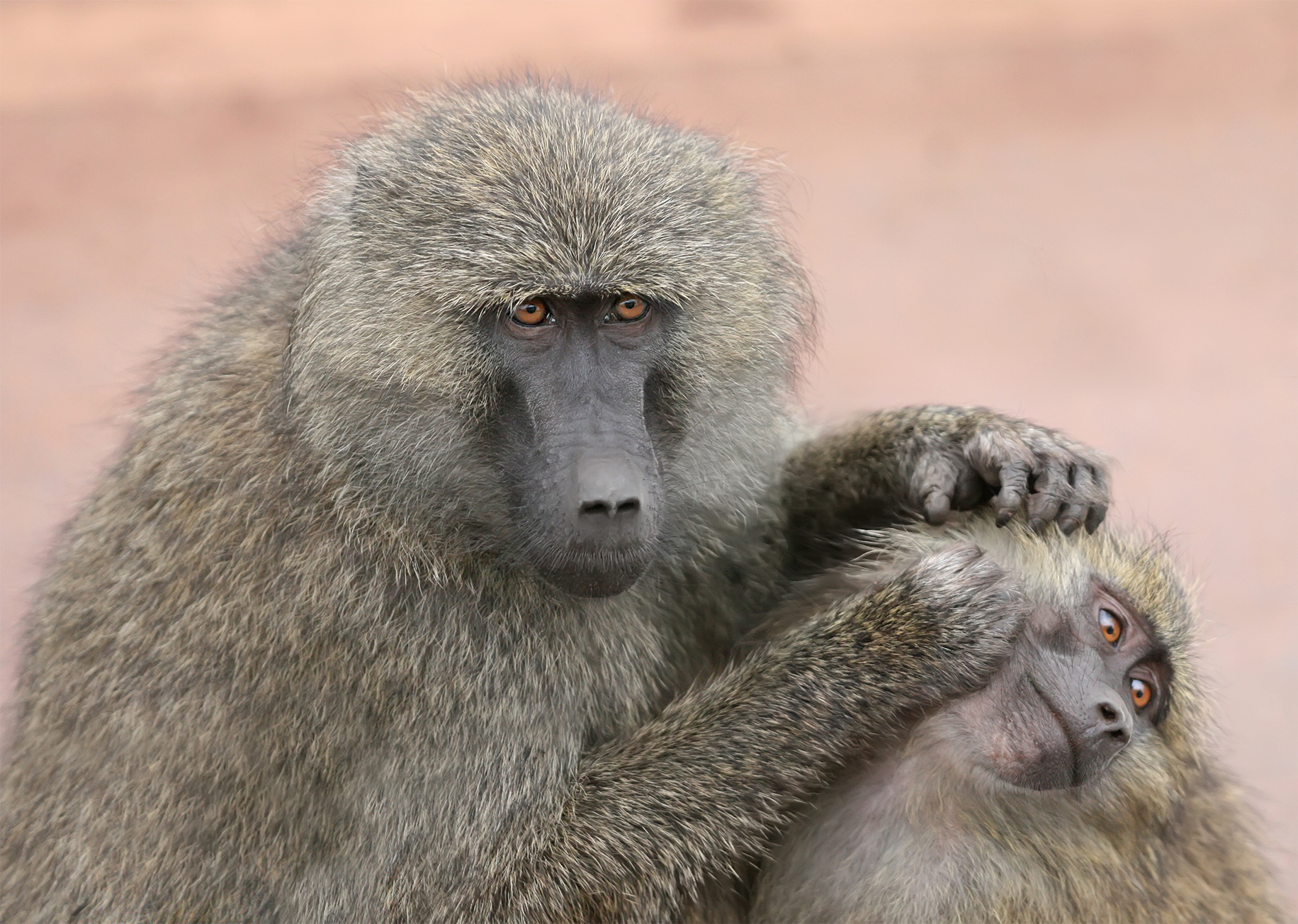
Toilettage de babouins doguera

En 1971, Robert Trivers introduit sa théorie de l'altruisme réciproque pour expliquer l'évolution de l'aide au nid chez un couple d'oiseaux reproducteurs non apparentés. Il a fait valoir qu'un individu pouvait agir comme aidant s'il y avait une forte espérance probabiliste d'être aidé par les bénéficiaires à une date ultérieure. Si, cependant, les destinataires ne rendaient pas la pareille quand il était possible de le faire, l'interaction altruiste avec ces destinataires serait définitivement interrompue. Mais si les destinataires ne trichent pas, l'altruisme réciproque se poursuivra indéfiniment à l'avantage des deux parties. Ce modèle a été considéré par beaucoup (par exemple West-Eberhard et Dawkins) d'être instable sur le plan évolutif car il est sujet à l'invasion par les tricheurs pour la même raison que la chasse coopérative peut être "envahie" et remplacée par des tricheurs. Cependant, Trivers a fait référence au jeu du dilemme du prisonnier qui, dix ans plus tard, resussciterait un intérêt pour sa théorie de l'altruisme réciproque, mais sous l'appellation de "un prêté pour un rendu" (tit-for-tat en anglais).
Dans sa forme originale, le jeu du dilemme du prisonnier (JDP) décrivait deux prisonniers en attente de jugement, A et B, chacun ayant le choix de trahir l'autre ou de garder le silence. Le « jeu » a quatre résultats possibles : (a) ils se trahissent tous les deux et sont tous deux condamnés à deux ans de prison ; (b) A trahit B, qui libère A, et B est condamné à quatre ans de prison ; (c) B trahit A, avec le même résultat que (b) sauf que c'est B qui est libéré et que l'autre passe quatre ans en prison ; (d) les deux gardent le silence, ce qui entraîne chacun une peine de six mois. Il est clair que (d) (la "coopération") est la meilleure stratégie mutuelle, mais du point de vue individuel, le choix de la trahison est imbattable (il aboutit à une libération ou à une peine de deux ans seulement). Le fait de garder le silence entraîne une peine de quatre ans ou six mois. Ceci est illustré par un autre exemple du JDP : deux inconnus fréquentent un restaurant ensemble et décident de partager l'addition. Le meilleur stratagème serait pour les deux parties de commander les articles les moins chers du menu (coopération mutuelle). Mais si l'une des parties exploite la situation en commandant les articles les plus chers, il vaut mieux que l'autre membre fasse de même. En fait, si la personnalité du compagnon de dîner est complètement inconnue et que les deux convives ne se reverront probablement jamais, il est toujours dans son intérêt de manger le plus cher possible. Les situations dans la nature qui sont soumises à la même dynamique (récompenses et pénalités) que le JDP définissent le comportement coopératif : il n'est jamais dans l'intérêt de l'individu de coopérer, même si la coopération mutuelle récompense les deux concurrents (ensemble) plus fortement que toute autre stratégie. La coopération ne peut pas évoluer dans ces circonstances.
Cependant, en 1981, Axelrod et Hamilton ont noté que si les mêmes concurrents du JDP se rencontrent à plusieurs reprises (le soi-disant jeu du dilemme du prisonnier itéré, DPI), alors "un prêté pour un rendu" (préfiguré par la théorie de l'altruisme réciproque de Robert Triver) est une stratégie robuste qui favorise l'altruisme,. Dans "un prêté pour un rendu", les mouvements d'ouverture des deux joueurs sont la coopération. Ensuite, chaque joueur répète le dernier mouvement de l'autre joueur, ce qui entraîne une séquence apparemment sans fin de mouvements mutuellement coopératifs. Cependant, les erreurs portent gravement atteinte à l'efficacité de "un prêté pour un rendu", donnant lieu à des séquences prolongées de trahison, qui ne peuvent être rectifiées que par une autre erreur. Depuis ces premières découvertes, toutes les autres stratégies de jeu PDI possibles ont été identifiées (16 possibilités en tout, dont, par exemple, "un prêté pour un rendu généreux", qui se comporte comme "un prêté pour un rendu", sauf qu'il coopère avec une faible probabilité lorsque le dernier coup de l'adversaire a été "trahir"), mais elles peuvent toutes être surperformées par au moins une des autres stratégies, si l'un des joueurs passe à une telle stratégie. Le résultat est qu'aucune n'est évolutivement stable, et toute série prolongée du jeu de dilemme du prisonnier itéré, dans lequel des stratégies alternatives surgissent au hasard, donne lieu à une séquence chaotique de changements de stratégie qui ne finit jamais ,.
Compte tenu du fait que le jeu du dilemme itéré du prisonnier ne parvient pas à fournir une réponse complète à l'évolution de la coopération ou de l'altruisme, plusieurs explications alternatives ont été proposées.
Il existe des parallèles frappants entre les actes altruistes et les ornements sexuels exagérés présentés par certains animaux, en particulier certaines espèces d'oiseaux, comme, entre autres, le paon. Les deux sont coûteux en termes de fitness, et tous deux sont généralement visibles pour les autres membres de la population ou de l'espèce. Cela a conduit Amotz Zahavi à suggérer que les deux pourraient être des signaux de fitness rendus évolutivement stables par son principe de handicap,,. Si un signal doit rester fiable, et généralement résistant à la falsification, le signal doit être évolutivement coûteux (pour être sélectionné). Ainsi, si un menteur (de faible fitness) utilisait le signal très coûteux, qui érodait gravement sa fitness réelle, il aurait du mal à maintenir un semblant ou une normalité. Zahavi a emprunté le terme « principe du handicap » aux systèmes de handicap sportif. Ces systèmes visent à réduire les disparités de performance, rendant ainsi l'issue des compétitions moins prévisible. Dans une course de handicap hippique, les chevaux prouvés plus rapides reçoivent des poids plus lourds à porter sous leur selle que les chevaux intrinsèquement plus lents. De même, dans le golf amateur, les meilleurs golfeurs ont moins de coups soustraits de leurs scores bruts que les joueurs moins talentueux. Le handicap est donc corrélé à des performances sans handicap, permettant, si l'on ne sait rien des chevaux, de prédire quel cheval sans handicap gagnerait une course ouverte. Ce serait celui handicapé avec le plus de poids en selle. Les handicaps dans la nature sont très visibles, et donc un paon, par exemple, pourrait en déduire la santé d'un partenaire potentiel en comparant son handicap (la taille de la queue du paon) avec ceux des autres mâles. La perte de fitness du mâle causée par le handicap est compensée par son accès accru aux femelles, ce qui est autant un problème de fitness que sa santé. Un acte altruiste est, par définition, également coûteux. Cela signalerait donc également la fitness, et est probablement aussi attrayant pour les femelles qu'un handicap physique. Si tel est le cas, l'altruisme est stabilisé dans l'évolution par la sélection sexuelle.

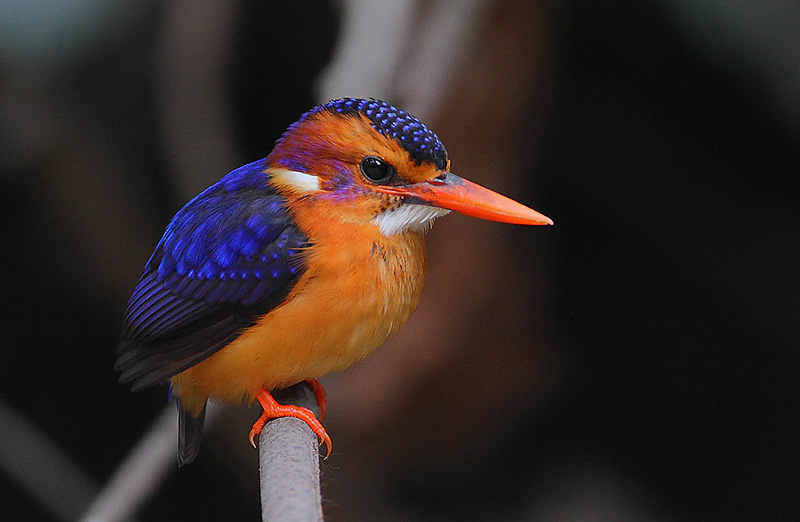
Martin-pêcheur pygmée africain, présentant des détails d'apparence et de coloration qui sont partagés par tous les martins-pêcheurs pygmées africains avec un haut degré de fidélité.

Il existe une stratégie alternative pour identifier les partenaires idéaux qui ne repose pas sur un sexe ayant des ornements sexuels exagérés ou d'autres handicaps, mais qui est généralement applicable à la plupart, sinon à tous les organismes sexués. Il découle du concept selon lequel le changement d'apparence et de fonctionnalité causé par une mutation non silencieuse se démarquera généralement dans une population. En effet, cette apparence et cette fonctionnalité modifiées seront inhabituelles, particulières et différentes de la norme au sein de cette population. La norme par rapport à laquelle ces caractéristiques inhabituelles sont jugées est constituée d'attributs d'ajustement qui ont atteint leur pluralité par sélection naturelle, tandis que les attributs moins adaptatifs seront minoritaires ou significativement rares. Étant donné que l'écrasante majorité des caractéristiques mutantes sont inadaptées et qu'il est impossible de prédire l'orientation future de l'évolution, les créatures sexuelles devraient préférer les partenaires avec le moins de caractéristiques inhabituelles ou minoritaires ,,,. Cela aura pour effet qu'une population sexuelle perdra rapidement les caractéristiques phénotypiques périphériques et canalisera toute l'apparence et le comportement extérieurs de sorte que tous les membres de cette population commenceront à se ressembler remarquablement dans les moindres détails, comme illustré dans la photographie d'accompagnement du martin-pêcheur pygmée, Ispidina picta. Une fois qu'une population est devenue aussi homogène en apparence que ce qui est typique de la plupart des espèces, tout son répertoire de comportements sera également rendu évolutif stable, y compris toutes les caractéristiques altruistes, coopératives et sociales. Ainsi, dans l'exemple de l'individu égoïste qui se tient en retrait du reste de la meute de chasseurs, mais qui se joint néanmoins au butin, cet individu sera reconnu comme étant différent de la norme, et aura donc du mal à attirer une partenaire. Ses gènes n'auront donc qu'une très faible probabilité d'être transmis à la génération suivante, stabilisant ainsi l'évolution de la coopération et des interactions sociales, quel que soit le niveau de complexité qui est la norme dans cette population,.

## Mécanismes de réciprocité
L'altruisme chez les animaux décrit une gamme de comportements adoptés par les animaux qui peuvent être à leur propre désavantage mais qui profitent aux autres. Les coûts et les avantages sont mesurés en termes de capacité de reproduction ou de nombre attendu de descendants. Ainsi, en se comportant de manière altruiste, un organisme réduit le nombre de descendants qu'il est susceptible de produire lui-même, mais augmente la probabilité que d'autres organismes produisent des descendants. Il existe d'autres formes d'altruisme dans la nature autres que les comportements à risque, comme l'altruisme réciproque. Cette notion biologique d'altruisme n'est pas identique au concept humain quotidien. Pour les humains, une action ne serait qualifiée d 'altruiste»  que si elle était faite avec l'intention consciente d'aider autrui. Pourtant, au sens biologique, une telle exigence n'existe pas. Au lieu de cela, jusqu'à ce que nous puissions communiquer directement avec d'autres espèces, une théorie précise pour décrire les actes altruistes entre les espèces est la théorie du marché biologique. Les humains et les autres animaux échangent des avantages de plusieurs manières, connues techniquement sous le nom de mécanisme de réciprocité. Quel que soit le mécanisme, le fil conducteur est que les bénéfices reviennent au donneur d'origine.

### Basé sur la symétrie
Aussi connu sous le nom de "système de jumelage" (buddy-system), l'affection mutuelle entre deux parties entraîne un comportement similaire dans les deux sens sans avoir besoin de suivre les échanges quotidiens, tant que la relation globale reste satisfaisante. C'est l'un des mécanismes de réciprocité les plus courants dans la nature : on le retrouve chez les humains, les primates et de nombreux autres mammifères.

### Attitudinal
Aussi connu sous le nom de "Si vous êtes gentil, je serai gentil aussi". Ce mécanisme de réciprocité est similaire à l'heuristique de la règle d'or « Traitez les autres comme vous aimeriez être traité ». Les parties reflètent les attitudes des autres, échangeant des faveurs sur place. Une réciprocité d'attitude instantanée se produit chez les singes, et les gens en dépendent souvent avec des inconnus et des connaissances.

### Calculé
Aussi connu sous le nom de "Qu'avez-vous fait pour moi ces derniers temps ?" Les individus gardent une trace des avantages qu'ils échangent avec des partenaires particuliers, ce qui les aide à décider à qui rendre les faveurs. Ce mécanisme est typique des chimpanzés et très courant dans les relations humaines. Pourtant, certaines recherches expérimentales opposées suggèrent que la réciprocité calculée ou contingente ne se produit pas spontanément dans des contextes expérimentaux de laboratoire, malgré des motifs de comportement.

## Théorie du marché biologique
La théorie du marché biologique est une extension de l'idée d'altruisme réciproque, en tant que mécanisme pour expliquer les actes altruistes entre individus non apparentés dans un système plus flexible d'échange de marchandises. Le terme "marché biologique'' a été utilisé pour la première fois par Noë et Hammerstein en 1994 pour désigner toutes les interactions entre organismes dans lesquels différents organismes fonctionnent comme des "commerçants'' qui échangent des biens et des services tels que la nourriture et l'eau, le toilettage, les appels d'avertissement, les abris, etc. La théorie du marché biologique se compose des cinq caractéristiques formelles suivantes qui présentent une base pour l'altruisme.
1. Les marchandises sont échangées entre des individus dont le degré de contrôle sur ces marchandises diffère.
2. Les partenaires commerciaux sont choisis parmi un certain nombre de partenaires potentiels.
3. Il y a concurrence entre les membres de la classe choisie pour être le partenaire le plus attractif. Cette concurrence par "surenchère" entraîne une augmentation de la valeur de la marchandise offerte.
4. L'offre et la demande déterminent la valeur de troc des marchandises échangées.
5. Les produits proposés peuvent être annoncés. Comme dans les publicités commerciales, il existe un potentiel de fausses informations[41].

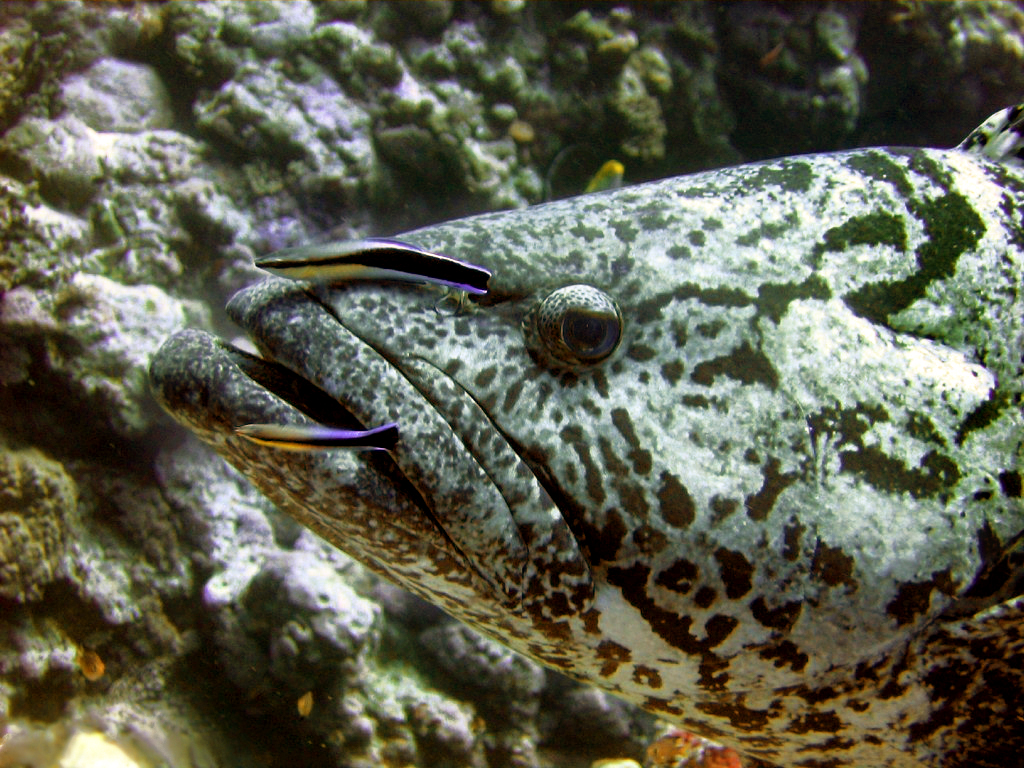
Deux labres bleus nettoyeurs en train de toiletter un cabillaud "pomme de terre".

L'applicabilité de la théorie biologique du marché, qui met l'accent sur le choix du partenaire, est évidente dans les interactions entre le napoléon nettoyeur et son poisson de récif "client". Les poissons nettoyeurs ont de petits territoires que la majorité des espèces de poissons de récif visitent activement pour inviter à inspecter leur surface, leurs branchies et leur bouche. Les clients bénéficient de l'élimination des parasites tandis que les nettoyeurs bénéficient de l'accès à une source de nourriture. Certaines espèces clientes particulièrement exigeantes ont de vastes domaines vitaux qui couvrent plusieurs stations de nettoyage, tandis que d'autres clients ont de petites plages et n'ont accès qu'à un seul poste de nettoyage (clients résidents). Les observations sur le terrain, les manipulations sur le terrain et les expériences en laboratoire ont révélé que le fait qu'un client ait ou non des options de choix influence plusieurs aspects du comportement du nettoyeur et du client. Les nettoyeurs donnent aux clients exigeants la priorité d'accès. Les clients sélectifs changent de partenaire s'ils sont trompés par un nettoyeur en prenant une bouchée du nettoyeur, tandis que les clients résidents punissent les tricheurs. Les nettoyeurs et les clients résidents, mais pas les clients exigeants, établissent des relations avant les interactions normales de nettoyage. Les nettoyeurs sont particulièrement coopératifs si les clients exigeants sont des spectateurs d'une interaction, mais moins lorsque les clients résidents sont des spectateurs.
Les chercheurs ont testé si les mâles gibbons à mains blanches sauvages du parc national de Khao Yai, en Thaïlande, augmentaient leur activité de toilettage lorsque la partenaire féminine était fertile. Les femelles et les mâles adultes de la population d'étude sont codominants (en termes d'agression), ils vivent en couples ou en petits groupes multi-mâles et s'accouplent en promiscuité. Ils ont constaté que les mâles toilettaient les femelles plus que l'inverse, et que plus de toilettages étaient échangés lorsque les femelles avaient leur cycle que pendant la grossesse ou l'allaitement. Le nombre de copulations par jour était élevé lorsque les femelles avaient leur cycle, et les femelles copulaient plus fréquemment avec les mâles les jours où elles recevaient plus de toilettage. Lorsque les mâles ont augmenté leurs efforts de toilettage, les femelles ont également augmenté leur toilettage envers eux, peut-être pour égaliser les échanges. Bien que le toilettage puisse être réciproque en raison des avantages intrinsèques du toilettage, les mâles échangent également le toilettage en tant que marchandise pour des opportunités sexuelles pendant la période fertile d'une femelle[réf. nécessaire].

## Exemples chez les vertébrés

### Mammifères
- Les loups et les chiens sauvages rapportent de la viande aux membres de la meute non présents lors de la mise à mort[réf. nécessaire]. Bien que dans des conditions difficiles, la paire reproductrice de loups prend la plus grande part pour continuer à produire des petits[44].
- Les mangoustes soutiennent les animaux âgés, malades ou blessés[réf. nécessaire].
- Les suricates ont souvent un garde pour avertir en cas d'attaque de prédateurs pendant que les autres se nourrissent[45].
- Les ratons laveurs informent leurs conspécifiques des aires d'alimentation par les excréments qu'ils laissent sur les latrines communes. Un système d'information similaire a été observé chez les corbeaux communs[46].
- Les babouins mâles menacent les prédateurs et couvrent l'arrière pendant que la troupe se retire[47].
- En réponse à un geste prédéfini, les gibbons et chimpanzés en présence de nourriture la partageront avec les autres membres du groupe[réf. nécessaire]. Les chimpanzés aideront les humains et leurs conspécifiques sans aucune récompense en retour[48],[49].
- Des bonobos ont été observés en train d'aider des bonobos blessés ou handicapés[50].
- Les chauves-souris vampires régurgitent généralement le sang à partager avec des compagnons de gîte malchanceux ou malades qui n'ont pas pu trouver de repas, formant souvent un système de copinage[51],[52].
- Les singes vervets lancent des appels d'alarme pour avertir les autres singes de la présence de prédateurs, même si ce faisant, ils attirent l'attention sur eux-mêmes, augmentant ainsi leurs chances personnelles d'être attaqués[53].
- Les lémuriens de tous âges et des deux sexes prendront soin des nourrissons qui ne leur sont pas apparentés[réf. nécessaire].
- Les dauphins soutiennent les animaux malades ou blessés, nageant sous eux pendant des heures et les poussant à la surface pour qu'ils puissent respirer.
- Des morses ont été vus en train d'adopter des orphelins qui ont perdu leurs parents à cause de prédateurs[54].
- Le buffle africain sauvera un membre du troupeau capturé par des prédateurs[55].
- Des baleines à bosse ont été observées protégeant d'autres espèces contre les orques[56].
- Des chevaux de Przewalski mâles ont été observés s'engageant dans un comportement d'intervention lorsque les membres de leur groupe étaient menacés. Ils ne faisaient pas de distinction entre les membres de la famille et les non-parents. Il a été théorisé qu'ils peuvent faire cela pour promouvoir la cohésion du groupe et réduire les perturbations sociales au sein du groupe[57].

### Oiseaux
Chez de nombreuses espèces d'oiseaux, un couple reproducteur reçoit un soutien pour élever ses petits de la part d'autres oiseaux "aidants", y compris une aide pour nourrir ses oisillons. Certains iront même jusqu'à protéger des prédateurs les petits d'un oiseau non apparenté.

### Poissons
Harpagifer bispinis, une espèce de poisson, vit en groupes sociaux dans l'environnement rude de la péninsule antarctique. Si le parent qui garde le nid d'œufs est enlevé, un remplaçant généralement mâle sans lien avec les parents protège le nid des prédateurs et empêche la croissance de champignons qui tueraient le couvain. Il n'y a aucun avantage clair pour le mâle, l'acte peut donc être considéré comme altruiste.

## Exemples chez les invertébrés
- Certains termites, tels que Globitermes sulphureus et les fourmis, comme Camponotus saundersi, libèrent une sécrétion collante en rompant fatalement une glande spécialisée. Cette autothyse défend altruistiquement la colonie aux dépens de l'insecte individuel[60]. Cela peut être attribué au fait que les fourmis partagent leurs gènes avec toute la colonie, et donc ce comportement est bénéfique sur le plan de l'évolution (pas nécessairement pour la fourmi individuelle mais pour la continuation de sa constitution génétique).
- Synalpheus regalis est une espèce de crevettes marines eusociales qui vivent dans les éponges des récifs coralliens. Elles vivent en colonies d'environ 300 individus avec une femelle reproductrice[61]. D'autres membres de la colonie défendent la colonie contre les intrus, se nourrissent et s'occupent des jeunes. L'eusocialité dans ce système implique une division adaptative du travail qui se traduit par un rendement reproductif amélioré des éleveurs et des avantages de fitness inclusifs pour les aides non reproductrices[62]. S. regalis montre une tolérance exceptionnelle de ses congénères dans ses colonies en raison de la proximité génétique qu'il y a chez ses congénères. Les données sur les allozymes révèlent que la parenté au sein des colonies est élevée, ce qui indique que les colonies de cette espèce représentent des groupes familiaux proches[63]. L'existence de tels groupes est une condition préalable importante des explications de l'évolution sociale basées sur la sélection de parentèle [64],[65].

## Exemples chez les micro-organismes
Un exemple d'altruisme se trouve dans les moisissures visqueuses cellulaires, telles que Dictyostelium mucoroides. Ces microorganismes vivent comme des amibes individuelles jusqu'à ce qu'ils meurent de faim, moment auquel ils s'agrègent et forment un corps de fructification multicellulaire dans lequel certaines cellules se sacrifient pour favoriser la survie d'autres cellules du corps de fructification.